# حسین‌آباد باغ نیل
حسین‌آباد باغ نیل با نام قدیم (کمپان) روستایی در دهستان جلگه چاه هاشم بخش جلگه چاه هاشم شهرستان دلگان استان سیستان و بلوچستان ایران است.

## جمعیت
بر پایه سرشماری عمومی نفوس و مسکن در سال ۱۳۹۵ جمعیت این روستا ۳۴۰ نفر (۸۷خانوار) بوده‌است.